# Dekretały Grzegorza IX

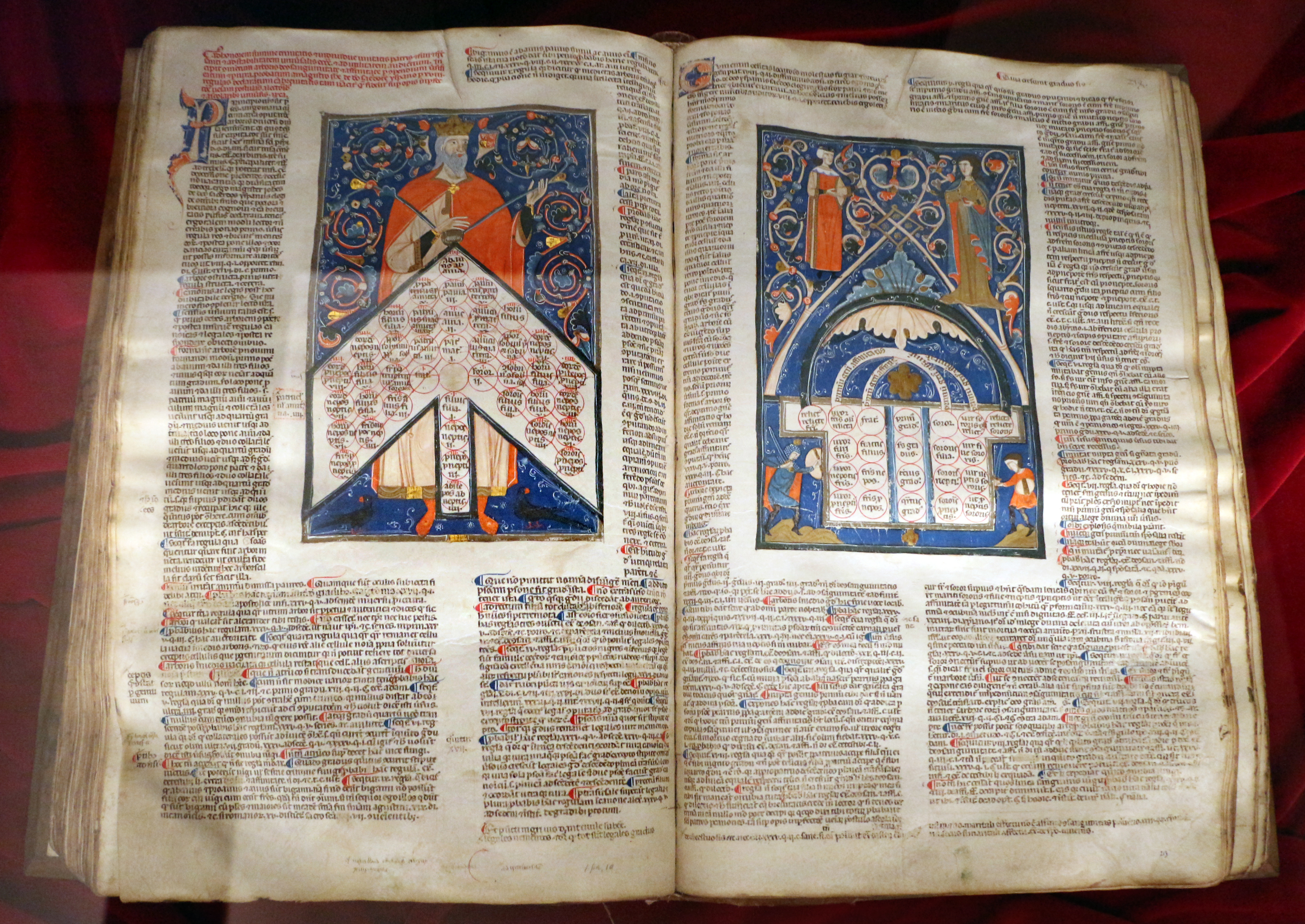
Rękopis Dekretałów, ok. 1290, Biblioteca Medicea Laurenziana, Florencja

Dekretały Grzegorza IX (Decretales Gregorii IX) - zbiór prawa kanonicznego promulgowany 5 sierpnia 1234 roku przez Grzegorza IX bullą Rex pacificus. Autorem zbioru był Rajmund z Penyafort, który przygotował go na polecenie Grzegorza IX. Dekretały zostały włączone do Corpus Iuris Canonici.

## Przyczyny i cel powstania zbioru

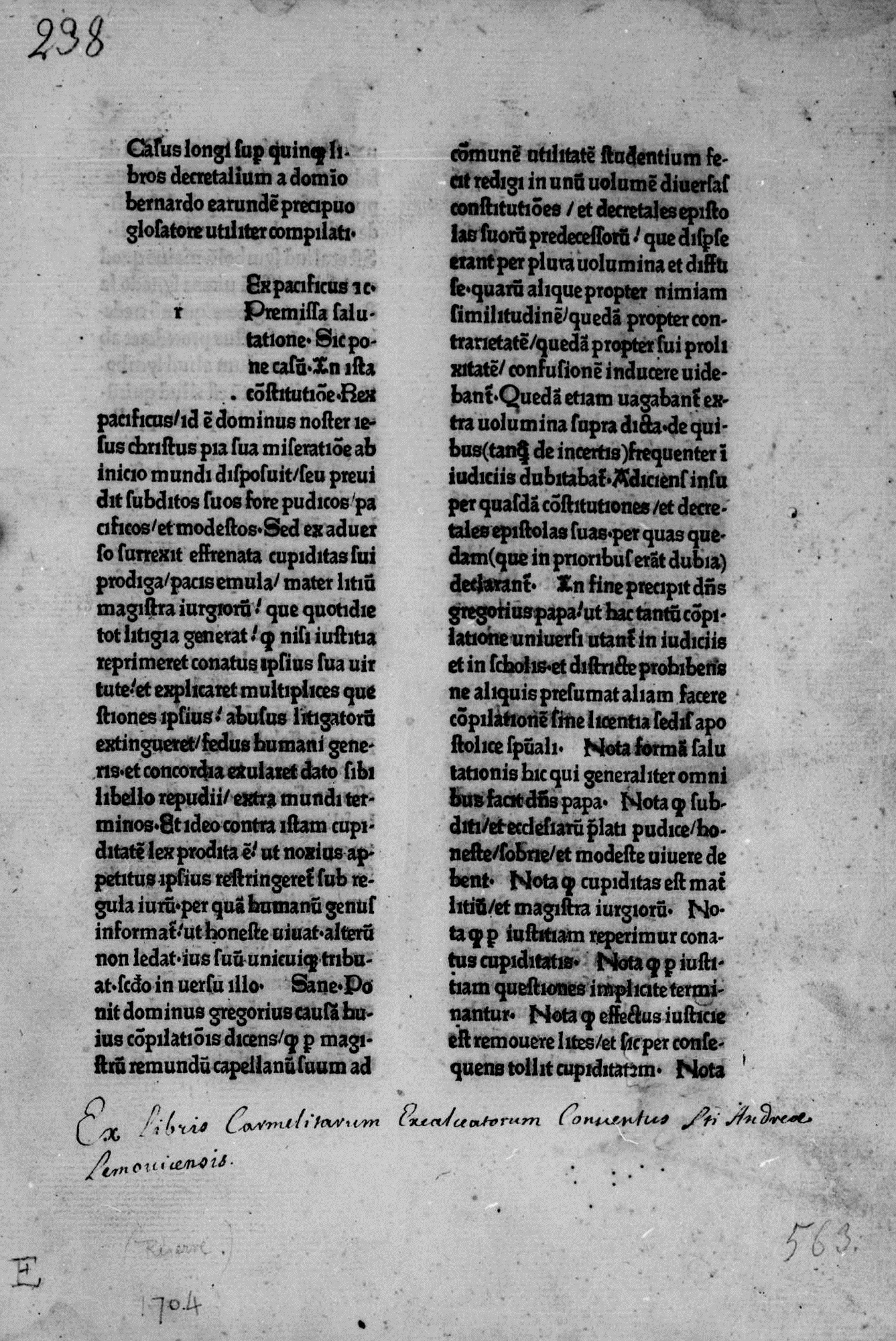
Bernardus de Botone, Casus longi super quinque libros Decretalium, 1475

Przyczyną powstania Dekretałów było wielość przepisów prawa kanonicznego oraz wiele zbiorów je zawierających. Sytuacja była podobna do tej przed sporządzeniem Dekretu Gracjana, ponieważ właściwe stosowanie prawa powodowało wiele trudności. Normy prawne wydawane przez różnych prawodawców czasami znacznie się różniły lub były nawet ze sobą sprzeczne. W celu właściwego rozwiązania konkretnego problemu należało posłużyć się nie tylko Dekretem Gracjana ale również późniejszymi zbiorami, w tym najbardziej znanymi Kompilacjami dawnymi, co jednak nie w każdym przypadku umożliwiało znalezienie odpowiedniej normy prawnej.

## Źródła
Podstawowym źródłem były dekretały papieży wydane przede wszystkim po Dekrecie Gracjana oraz kanony soborowe - głównie Soboru Laterańskiego III i IV. Ponadto autor włączył niektóre teksty z kanonów Apostolskich, z synodów wschodnich i zachodnich, dzieł Ojców Kościoła i pisarzy kościelnych oraz prawa rzymskiego i germańskiego, które przeważnie nie zostały uwzględnione w Dekrecie Gracjana ponieważ to właśnie one wymagały zebrania w zbiorze.

## Systematyka
Zbiór podzielony jest na pięć ksiąg: iudex, iudicum, clerus, connubia, crimen, które są podzielone na tytuły. Tytuły zawierają poukładane chronologicznie teksty prawne (capitula zwane później capita). Łącznie zbiór zawiera 1871 capitula podzielonych na 185 tytułów. Autor jednak nie uporządkował zagadnień w należyty sposób pod względem merytorycznym i nie rozgraniczył poprawnie i merytorycznie poszczególnych zagadnień.

## Zawartość
- księga I: normy ogólne prawa kanonicznego, przepisy o święceniach i urzędach kościelnych;
- księga II: prawo procesowe;
- księga III: prawo osobowe, majątkowe, zakonne, przepisy o sakramentach oraz o miejscach świętych i czasach świętych;
- księga IV: prawo małżeńskie;
- księga V: prawo karne.

W zbiorze zostały pominięte przepisy, które straciły moc obowiązującą oraz dekretały sprzeczne lub do siebie podobne. Pominięte zostały fragmenty opisujące stan faktyczny i przedstawiające motywy wydania dekretałów. 

## Znaczenie
Zbiór ten był:
- autentyczny, tzn. ogłoszony przez kompetentnego ustawodawcę, a wszystkie teksty w nim zawarte otrzymały moc prawa nawet jeżeli wcześniej takiej mocy nie posiadały;
- powszechny, tzn. obowiązywał wszystkich wiernych;
- jeden, tzn. że stanowił jedność i wszystkie zawarte w nim przepisy były traktowane jako ogłoszone w tym samym momencie i pochodzące od jednego ustawodawcy bez względu na ich pochodzenie;
- wyłączny, tzn. że był jedynym prawem stosowanym w sądach i szkołach, jednak o charakterze względnym ponieważ obowiązywały również normy zawarte w Dekrecie Gracjana, których zbiór nie uwzględniał.

## W sieci
- Pełny tekst Dekretałów w Bibliotheca Augustana
- Dekrety w British Library (skan całości; wyd. ok. 1300-1340)